# Louis Gossett Jr.
Louis Cameron Gossett Jr. (Brooklyn, Nueva York, 27 de mayo de 1936-Santa Monica, California, 29 de marzo de 2024) fue un actor estadounidense ganador de un Premio Óscar y un Globo de Oro por la película An Officer and a Gentleman (Oficial y Caballero) (1982).

## Biografía

### Primeros años
Louis Gossett Jr. nació en Sheepshead Bay, Coney Island, Brooklyn, Nueva York. Se crio con su madre, Hellen Rebecca Wray Gossett, y su padre, Louis Gossett.
Después de graduarse de la escuela secundaria, asistió a la Universidad de Nueva York con una beca deportiva. Jugó béisbol y baloncesto para los NYU Violets, pero abandonó el deporte para centrarse en la actuación.
En 1959, al culminar sus estudios universitarios, participó de una prueba para sumarse a los New York Knicks, pero rechazó jugar profesionalmente porque su carrera como actor le resultaba más redituable.

### Consagración a la vida de actor
Ya como actor, es recordado por haber participado en la famosa serie televisiva Raíces (1977) en el papel de Fiddler. Esta actuación lo llevó a ganar un premio Emmy. Son múltiples sus apariciones en series de televisión, como en uno de los capítulos de la famosa serie Little House on the Prairie, y en miniseries y películas como la miniserie Sadat (1983; sobre la vida del presidente Anwar al-Sadat, de Egipto) y Los poderes de Matthew Star, entre 1982 y 1983. 
En el cine, tuvo un papel destacado en la comedia Viajes con mi tía (1972), de George Cukor, y en 1982 le llegó su consagración en la gran pantalla trabajando junto con Richard Gere y Debra Winger en el taquillero film Oficial y caballero, interpretando el personaje del recto y duro Sargento Foley. Su actuación fue notable y ganó el Óscar al mejor actor de reparto, en marzo de 1983; pero en cierta manera este papel le encasilló en personajes duros, mayormente en filmes de acción eminentemente comerciales.[cita requerida]
En el mismo año, filmó Jaws 3-D (secuela del éxito Tiburón), con Dennis Quaid. En 1985 volvió a trabajar con Quaid en Enemy Mine, una película de ciencia ficción y futurista que hoy es filme de culto; su personaje era un extraterrestre de raza "Drac" llamado Jeriba 'Jerry' Shigan, que estaba en guerra con los humanos.[cita requerida]
En 1986 filmó Iron Eagle, una película de acción bélica que dio origen a toda una saga de cuatro filmes en total; las siguientes entregas fueron Iron Eagle II (1988), Aces: Iron Eagle III (1992) y Iron Eagle on the Attack (1995).[cita requerida]
Además, en 1989 coprotagonizó con Dolph Lundgren The Punisher y en 1991, Toy Soldiers.[cita requerida]
Trabajó tanto en cine como en televisión.

## Filmografía

### Cine
| Año  | Título                             | Personaje                                           | Notas                                                                                      |
| ---- | ---------------------------------- | --------------------------------------------------- | ------------------------------------------------------------------------------------------ |
| 1961 | A Raisin in the Sun                | George Murchison                                    | Debut                                                                                      |
| 1969 | The Bushbaby                       | Tembo                                               |                                                                                            |
| 1970 | The Landlord                       | Copee                                               |                                                                                            |
| 1970 | Leo the Last                       | Roscoe                                              |                                                                                            |
| 1971 | Skin Game                          | Jason O'Rourke                                      |                                                                                            |
| 1972 | Travels with My Aunt               | Zachary/Wordsworth                                  |                                                                                            |
| 1973 | The Laughing Policeman             | Inspector James Larrimore, policía de San Francisco |                                                                                            |
| 1973 | The Fuzz Brothers                  | Francis Fuzz                                        |                                                                                            |
| 1974 | The White Dawn                     | Portagee                                            |                                                                                            |
| 1976 | J. D.'s Revenge                    | Reverendo Elija Bliss                               |                                                                                            |
| 1976 | The River Niger                    | Dr. Dudley Stanton                                  |                                                                                            |
| 1977 | The Choirboys                      | Calvin Motts                                        |                                                                                            |
| 1977 | The Deep                           | Henri Cloche                                        |                                                                                            |
| 1980 | It Rained All Night the Day I Left | Leo García                                          |                                                                                            |
| 1982 | An Officer and a Gentleman         | Sargento Emil Foley                                 | Óscar al mejor actor de reparto; Globo de Oro al mejor actor de reparto; NAACP Image Award |
| 1983 | Jaws 3-D                           | Calvin Bouchard                                     | Razzie Award (candidato)                                                                   |
| 1984 | Finders Keepers                    | Century                                             |                                                                                            |
| 1984 | The Guardian                       |                                                     |                                                                                            |
| 1985 | Enemy Mine                         | Jeriba 'Jerry' Shigan                               | Saturn Award (candidato)                                                                   |
| 1986 | Firewalker                         | Leo Porter                                          |                                                                                            |
| 1986 | Iron Eagle                         | Chappy Sinclair                                     |                                                                                            |
| 1987 | The Principal                      | Jake Phillips                                       |                                                                                            |
| 1988 | Iron Eagle II                      | Chappy Sinclair                                     |                                                                                            |
| 1989 | The Punisher                       | Jake Berkowitz                                      |                                                                                            |
| 1991 | Toy Soldiers                       | Dean Parker                                         |                                                                                            |
| 1991 | Cover Up                           | Lou Jackson                                         |                                                                                            |
| 1992 | Diggstown                          | 'Honey' Roy Palmer                                  |                                                                                            |
| 1992 | Aces: Iron Eagle III               | Chappy Sinclair                                     |                                                                                            |
| 1993 | Flashfire                          | Ben Durand                                          |                                                                                            |
| 1993 | Monolith                           | Capitán MacCandless                                 |                                                                                            |
| 1994 | Curse of the Starving Class        | Ellis                                               |                                                                                            |
| 1994 | A Good Man in Africa               | Prof. Sam Adekunle                                  |                                                                                            |
| 1994 | Blue Chips                         | Padre Dawkins                                       |                                                                                            |
| 1995 | Iron Eagle IV                      | Chappy Sinclair                                     |                                                                                            |
| 1996 | Managua                            | Paul                                                |                                                                                            |
| 1997 | Legend of the Mummy                | Corbeck                                             |                                                                                            |
| 1997 | The Wall That Heals                | Narrador                                            |                                                                                            |
| 1999 | Y2K                                | Morgan                                              |                                                                                            |
| 2000 | The Highwayman                     | Phil Bishop                                         |                                                                                            |
| 2002 | Deceived                           | Coronel David Garrett                               |                                                                                            |
| 2005 | Left Behind: World at War          | Presidente Gerald Fitzhugh                          |                                                                                            |
| 2005 | Window                             | Ralph Stanley                                       |                                                                                            |
| 2006 | Club Soda                          | Doc                                                 |                                                                                            |
| 2006 | All In                             | Caps                                                |                                                                                            |
| 2007 | Cover                              | Det. Hicks                                          |                                                                                            |
| 2007 | Daddy's Little Girls               | Willie                                              |                                                                                            |
| 2008 | Delgo                              | Zahn (voz)                                          |                                                                                            |
| 2008 | The B.A.M.N. Squad                 |                                                     |                                                                                            |
| 2008 | The Perfect Game                   | Cool Papa Bell                                      |                                                                                            |
| 2008 | The Least Among You                | Samuel Benton                                       |                                                                                            |
| 2008 | The Real Catch                     | Jefe de policía                                     |                                                                                            |
| 2008 | Buttermilk Sky                     | Juez Stanton                                        |                                                                                            |
| 2014 | A Fighting Man                     | Cubby                                               |                                                                                            |
| 2014 | The Dependables                    | Lou Jones                                           |                                                                                            |
| 2015 | Boiling Pot                        | Detective Haven                                     |                                                                                            |
| 2017 | Undercover Grandpa                 | Mother                                              |                                                                                            |
| 2017 | Double Play                        | Coco                                                |                                                                                            |
| 2017 | Breaking Brooklyn                  | Miles Bryant                                        |                                                                                            |
| 2019 | Foster Boy                         | Juez                                                |                                                                                            |
| 2023 | El color púrpura                   | Ol' Mister Johnson                                  |                                                                                            |
| 2024 | IF                                 | TBA                                                 | Último personaje, publicación póstuma                                                      |

### Televisión
| Año            | Título                                               | Personaje                          | Observaciones |
| -------------- | ---------------------------------------------------- | ---------------------------------- | --- |
| 1958           | The Big Story                                        | Jamie Goodwin                      | Episodio: "The Stubbornest Man" |
| 1962           | The Nurses                                           | William Taylor                     | Episodio: "The Prisoner" |
| 1967–68        | Cowboy in Africa                                     | Fulah Hemera                       | Episodio: "Fang and Claw" Episodio: "The Quiet Death" |
| 1968           | The Invaders                                         | Ollie                              | Episodio: "The Vise" |
| 1968           | Daktari                                              | Mkono                              | Episodio: "Adam and Jenny" |
| 1968           | Companions in Nightmare                              | Teniente Adam McKay                | Película para televisión |
| 1968           | The Mod Squad                                        | Sargento William Smith (Smithy)    | Episodio: "When Smitty Comes Marching Home" |
| 1970           | The Bill Cosby Show                                  | Hurricane Smith                    | Episodio: "The Return of Big Bad Bubba Bronson" |
| 1970–71        | The Young Rebels                                     | Isak Poole                         | |
| 1971           | Big Fish, Little Fish                                | Jimmie Luton                       | |
| 1971           | The Partridge Family                                 | Sam                                | Episodio: "Soul Club" |
| 1971           | Bonanza                                              | Buck Walter                        | Episodio: "The Desperado" |
| 1971           | Longstreet                                           | Sargento Cory                      | Episodio: "The Way of the Intercepting Fist" |
| 1971           | The Bold Ones: The New Doctors                       | Dr. Karnes                         | Episodio: "One Lonely Step" |
| 1971           | Alias Smith and Jones                                | Joe Sims                           | Episodio: "The Bounty Hunter" |
| 1971           | Cade's County                                        |                                    | Episodio: "The Alien Land" |
| 1972           | Insight                                              |                                    | Episodio: "The Man from Inner Space" |
| 1972           | The Living End                                       | Doug Newman                        | Piloto televisivo de CBS |
| 1972           | The Rookies                                          | Toby Jones                         | Episodio: "Covenant with Death" |
| 1972           | Love, American Style                                 | Freddy                             | Segmento: "Love and the Christmas Punch..." |
| 1968–1969 1972 | The Mod Squad                                        | Smitty Lloyd Charley Jameson       | Episodio: "When Smitty Comes Marching Home" Episodio: "The Uptight Town" Episodio: "Can You Hear Me Out There?" |
| 1973           | Owen Marshall: Counselor at Law                      |                                    | Episodio: "An Often and Familiar Ghost" |
| 1974           | It's Good to Be Alive                                | Sam Brockington                    | Película para televisión |
| 1974           | Sidekicks                                            | Jason O'Rourke                     | Película para televisión |
| 1974           | The White Dawn                                       | Portagee                           | Película para televisión |
| 1974           | McCloud                                              | Dewey Justin                       | Episodio: "Shivaree on Delancy Street" |
| 1974           | The New Land                                         | Simon York                         | Episodio: "The Word is: Dignity" (no transmitido) |
| 1974–75        | Petrocelli                                           | Fiscal de distrito Kurt Olson      | Episodio: "A Very Lonely Lady" y "A Fallen Idol" |
| 1974–75        | Good Times                                           | Donald Knight Tío Wilbert          | Episodio: "Thelma's Young Man" Episodio: "Michael's Big Fall" |
| 1975           | Lucas Tanner                                         | Bobby Koball                       | Episodio: "Bonus Baby" |
| 1975           | Black Bart                                           | Black Bart                         | Película para televisión |
| 1975           | Delancey Street: The Crisis Within                   | Otis James                         | Película para televisión |
| 1975           | Caribe                                               | David Wallace                      | Episodio: "The Assassin" |
| 1975           | Harry O                                              | Cleon Jackson                      | Episodio: "Shades" |
| 1975           | The Jeffersons                                       | Wendell Brown                      | Episodio: "George's Best Friend" |
| 1975           | The Six Million Dollar Man                           | O'Flaherty                         | Episodio: "Clark Templeton O'Flaherty" |
| 1975–76        | Police Story                                         | Freddie Virgil Barnes              | Episodio: "The Cut Man Caper" Episodio: "50 Cents-First Half Hour, $1.75 All Day" |
| 1976           | Little House on the Prairie                          | Henry Hill                         | Episodio: "The Long Road Home" |
| 1976           | The Rebels                                           |                                    | |
| 1976–77        | The Rockford Files                                   | Marcus 'Gabby' Hayes               | Episodio: "Foul on the First Play" y "Just Another Polish Wedding" |
| 1977           | Little Ladies of the Night                           | Russ Garfield                      | Película para televisión |
| 1977           | Raíces                                               | Fiddler                            | Miniserie Premio Emmy a la actuación principal destacada en una única aparición en una serie de comedia o drama TV Land Award                                                                                          |
| 1977           | Visions                                              | Rex                                | Episodio: "Freeman" |
| 1978           | The Sentry Collection Presents Ben Vereen: His Roots |                                    | Nominado — Premio Emmy a la actuación principal en un programa musical o de variedades |
| 1978           | To Kill a Cop                                        | Everett Walker                     | Papel sin acreditar Película para televisión |
| 1978           | The Critical List                                    | Lem Harper                         | Película para televisión |
| 1979           | Backstairs at the White House                        | Levi Mercer                        | Miniserie Nominado — Premio Emmy al actor principal destacado en una serie limitada o especial |
| 1979           | Lawman Without a Gun                                 | Tom Hayward                        | Película para televisión |
| 1979           | The Lazarus Syndrome                                 | Dr. MacArthur St. Clair            | Película para televisión |
| 1980           | Palmerstown, USA                                     |                                    | Nominado — Premio Emmy a la actuación principal destacada en una serie de drama |
| 1981           | Don't Look Back: The Story of Leroy 'Satchel' Paige  | Leroy 'Satchel' Paige              | Película para televisión |
| 1982           | American Playhouse                                   |                                    | Episodio: "Zora Is My Name!" |
| 1982           | Benny's Place                                        | Benny Moore                        | Película para televisión |
| 1982           | Saturday Night Live                                  | Anfitrión                          | Episodio: "Louis Gossett Jr/George Thorogood & the Destroyers" |
| 1982–83        | The Powers of Matthew Star                           | Walter 'Walt' Shepherd/D'Hai       | |
| 1983           | Sadat                                                | Anwar al-Sadat                     | Película para televisión Nominado — Premio Emmy al actor principal destacado en una miniserie o película Nominado — Globo de Oro al mejor actor de miniserie o película para televisión                                |
| 1984           | The Guardian                                         | John Mack                          | Nominado — CableACE al mejor actor en una película o miniserie Película para televisión |
| 1987           | A Gathering of Old Men                               | Mathu                              | Película para televisión Nominado — Premio Emmy al actor principal destacado en una miniserie o película |
| 1987           | The Father Clements Story                            | Padre Clements                     | Película para televisión |
| 1988           | Sam Found Out: A Triple Play                         |                                    | Película para televisión |
| 1988           | Goodbye, Miss 4th of July                            | Big John Creed                     | Película para televisión |
| 1988           | Roots: The Gift                                      | Fiddler                            | Película para televisión |
| 1989           | Gideon Oliver                                        | Gideon Oliver                      | |
| 1990           | El Diablo                                            | Van Leek                           | Película para televisión |
| 1990           | Sudie and Simpson                                    | Simpson                            | Película para televisión |
| 1991-92        | Captain Planet and the Planeteers                    | Comandante Clash                   | Papel de voz (3 episodios) |
| 1991           | The Josephine Baker Story                            | Sidney Williams                    | Película para televisión Globo de Oro al mejor actor de reparto en una serie, miniserie o película para televisión |
| 1991           | Carolina Skeletons                                   | James Bragg                        | Película para televisión |
| 1992           | Keeper of the City                                   | Det. James Dela                    | Película para televisión |
| 1993           | Story of a People                                    | Anfitrión                          | Miniserie |
| 1993           | Gridiron Gang                                        | Anfitrión                          | Documental |
| 1993           | Father & Son: Dangerous Relations                    |                                    | Película para televisión |
| 1993           | Return to Lonesome Dove                              | Isom Pickett                       | Miniserie |
| 1994           | Picket Fences                                        | Rick Jennings                      | Episodio: "Terms of Estrangement" |
| 1994           | Ray Alexander: A Taste for Justice                   | Ray Alexander                      | Película para televisión |
| 1995           | A Father for Charlie                                 | Walter Osgood                      | |
| 1995           | Zooman                                               | Rueben Tate                        | |
| 1995           | Ray Alexander: A Menu for Murder                     | Ray Alexander                      | |
| 1996           | Captive Heart: The James Mink Story                  | James Mink                         | Nominado — NAACP Image Award al actor destacado en una película para televisión, miniserie o especial de drama Película para televisión                                                                                |
| 1996           | Run for the Dream: The Gail Devers Story             | Bob Kersee                         | Película para televisión |
| 1996           | Inside                                               | Interrogador                       | Película para televisión |
| 1997           | Touched by an Angel                                  | Anderson Walker                    | Episodio: "Amazing Grace" NAACP Image Award al actor de reparto destacado en una serie de drama Nominado — Premio Emmy al actor invitado destacado en una serie de drama                                               |
| 1997           | To Dance with Olivia                                 | Daniel Stewart                     | Película para televisión |
| 1997           | In His Father's Shoes                                | Frank Crosby/Richard               | Película para televisión Premio Emmy al especial para niños destacado Nominado — CableACE Award al mejor especial para niños de 7 años en adelante Nominado — Premio Emmy al actor destacado en un especial para niños |
| 1997           | Early Edition                                        | Jim Matthews                       | Episodio: "The Medal" |
| 1997           | Ellen                                                | Sargento Timko                     | Episodio: "G.I. Ellen" |
| 1998           | Inspectores                                          | Inspector Frank Hughes             | Película para televisión |
| 1999           | Love Songs                                           | Reuben                             | Película para televisión Segmento: "A Love Song for Dad" Black Reel Award al mejor director de una película para televisión o cable Nominado — Black Reel Award al mejor actor de una película para televisión o cable |
| 1999           | Strange Justice                                      | Vernon Jordan                      | Película para televisión |
| 2000           | Dr. Lucille                                          | David Mulera                       | Película para televisión |
| 2000           | Inspectores 2                                        | Inspector Frank Hughes             | Película para televisión |
| 2000           | ThemColor of Love: Jacey's Story                     | Lou Hastings                       | Película para televisión Nominado — Premio Satellite al mejor actor de miniserie o película para televisión |
| 2001           | For Love of Olivia                                   | Daniel Stewart                     | Película para televisión |
| 2002           | Opening Ceremony Salt Lake Paralympic Winter Games   | Narrador                           | Nominado — Premio Emmy al especial destacado |
| 2002           | What About Your Friends: Weekend Getaway             | Dr. Barnes                         | Película para televisión |
| 2002           | Resurrection Blvd.                                   | Ezekiel 'Zeke' Grant               | Episodios: "En un momento" y "Esperando lágrimas" |
| 2003           | The Dead Zone                                        | Pastor David Lewis                 | Episodio: "Zion" |
| 2003           | Jasper, Texas                                        | R.C. Horn                          | Nominado — NAACP Image Award al actor destacado en una película para televisión, miniserie o especial de drama Película para televisión                                                                                |
| 2003           | Momentum                                             | Raymond Addison                    | Película para televisión |
| 2004           | Half & Half                                          | Ray Willis                         | Episodios: "The Big Lover, My Brother Episode" y "The Big Thanks for Nothing Episode" |
| 2005           | Solar Attack                                         | Presidente Ryan Gordon             | Lanzada directo a DVD |
| 2005           | Lackawanna Blues                                     | Ol'lem Taylor                      | Película para televisión |
| 2005–06        | Stargate SG-1                                        | Gerak                              | 5 episodios |
| 2006           | Family Guy                                           | Sargento Angryman                  | Papel de voz Episodio: "Saving Private Brian" |
| 2007           | The Batman                                           | Lucius Fox                         | Papel de voz |
| 2009           | ER                                                   | Leo Malcolm                        | Episodio: "The Family Man" |
| 2012           | Psych                                                | Lloyd                              | Episodio: "Heeeeere's Lassie" |
| 2013           | Boardwalk Empire                                     | Oscar Boneau                       | Episodio: "Havre de Grace" |
| 2014–15        | Extant                                               | Quinn                              | Papel recurrente; 4 episodios |
| 2014           | Madam Secretary                                      | Padre Laurent Vasseur              | Episodio: "The Call" |
| 2015           | The Book of Negroes                                  | Daddy Moses                        | 2 episodios |
| 2015           | The Spoils Before Dying                              | Duke Webster                       | Episodio: "The Trip Trap" |
| 2017           | The Good Fight                                       | Carl Reddick                       | Episodio: "Reddick v Boseman" |
| 2018           | Hap and Leonard                                      | Bacon                              | Temporada 3 |
| 2018           | Hawaii Five-0                                        | Percy Grover Sr.                   | Episodio: "Lele pū nā manu like" ("Birds of a Feather...") |
| 2019           | Watchmen                                             | Will Reeves / Justicia Encapuchada | 7 episodios Nominado — Premio Emmy al mejor actor de reparto en una miniserie o telefilme |

### Teatro
- 1964: Papel de reparto en la adaptación musical de Broadway de Odets' Golden Boy.
- 2006: Dvorak's New World: Chamber Music Plus. Louis Gossett Jr., narrador, con Aubrey Allicock (barítono), Sanda Schuldmann (piano) y Harry Clark (escritor).

## Premios y distinciones
Premios Óscar
| Año  | Categoría              | Película            | Resultado |
| ---- | ---------------------- | ------------------- | --------- |
| 1983 | Mejor actor de reparto | Oficial y Caballero | Ganador   |